# Anastoechus aegyptiacus
Anastoechus aegyptiacus är en tvåvingeart som beskrevs av Paramonov 1930. Anastoechus aegyptiacus ingår i släktet Anastoechus och familjen svävflugor.
Artens utbredningsområde är Egypten. Inga underarter finns listade i Catalogue of Life.